# François Boucher (musicien)
Pour les articles homonymes, voir François Boucher (homonymie) et Boucher.
François Boucher, né le 4 juin 1861 à Montréal et mort en 1936, est un violoniste et professeur de musique québécois.

## Biographie
François Boucher était le fils de l'éditeur et musicien canadien Adélard Joseph Boucher et le frère du chef d'orchestre Joseph-Arthur Boucher. Il eut notamment pour professeur de violon Frantz Jehin-Prume et Jules Hone. En 1876, il se rendit en Europe pour étudier au Conservatoire royal de Liège dans la classe du violoniste violoniste Joseph Massart. En 1881, après son retour au Canada, il eut un succès triomphal avec le Concerto pour violon de Felix Mendelssohn.
En 1882, lui et son père ouvrirent un magasin de musique très fréquenté à Ottawa. Cette même année, il commença à jouer comme premier violon dans un quatuor à cordes. Il débuta par ailleurs à travailler comme professeur de musique.
En 1887, il rejoint l'équipe de professeurs du Conservatoire royal de musique de Toronto.
En 1891, il rencontre de nouveau le succès avec le Concerto pour violon nº 1 de Max Bruch.
En 1894, il émigra aux États-Unis. En 1906, il rejoignit le corps professoral du conservatoire de musique de Kansas City où il a enseigné jusqu'en 1923. Sa femme enseigna le piano dans ce même conservatoire et sa fille fut plus tard professeur de chant à cette école de musique. Il est mort à Kansas City en 1936.